# فینال جام در جام اروپا ۱۹۸۹
فینال جام در جام اروپا ۱۹۸۹، رقابت پایانی جام در جام اروپا در سال ۱۹۸۹ میلادی است که مابین دو تیم باشگاه فوتبال بارسلونا و باشگاه فوتبال سمپدوریا برگزار شده‌است.
این مسابقه که در تاریخ ۱۰ مه ۱۹۸۹ انجام شده‌است با نتیجه ۲ بر ۰ به سود تیم باشگاه فوتبال بارسلونا به پایان رسید.